# Fissidens pseudoceylonensis
Fissidens pseudoceylonensis là một loài Rêu trong họ Fissidentaceae. Loài này được B.C. Tan & Choy M.-S. mô tả khoa học đầu tiên năm 2002.